# اکبر گودرزی
اکبر گودرزی (۱۳۳۸ – ۳ خرداد ۱۳۵۹) بنیان‌گذار رهبر گروه فرقان بود. فرقان یکی از شاخص‌ترین گروه‌های منفصل از روحانیت و منتقد اصلی آنچه که «آخوندیسم» خوانده می‌شد بود.

## زندگی‌نامه
اکبر گودرزی در لرستان، و در روستای دوزاندر نزدیکی شهر الیگودرز متولد شد و از آنجا که پدرش چوپان بود، فرقانی‌ها از وی با عنوان «چوپان زاده آزاده» یاد می‌کردند. وی در سال ۱۳۳۵ متولد شد (در شناسنامه ۱۳۳۸ قید شده)، در سال ۱۳۵۱ یا ۱۳۵۲ عازم خوانسار شد و مدتی در مدرسه علمیّه آنجا تحصیل کرد. پس از آن به تهران آمد و مدتی را در مدرسه چهل‌ستون و سپس در مدرسهٔ حاج شیخ عبدالحسین ماندگار شد و در سال ۱۳۵۶ آنجا را نیز ترک کرده و از لباس طلبگی هم خارج شد. او علاوه بر درس طلبگی، درس جدید را هم تا کلاس یازده خوانده‌بود.
گودرزی در سال ۱۳۵۶، کلاس‌های تفسیر در مناطق مختلف تهران (نازی‌آباد، سلسبیل، قلهک، جوادیه و خزانه) برپا و نیروهایش را نیز از همین جلسات جذب کرد. برخی از این جلسات هم به اقتضای فضای آن سال‌ها در خانه‌های افراد علاقه‌مند تشکیل می‌شد. مساجدی که گودرزی جلسات قرآن را در آنها برگزار می‌کرد، عبارت بود از مسجد «الهادی»، (خیابان شوش)، مسجد «فاطمیه خزانه»، مسجد «رضوان» (خیابان اتابک)، مسجد «شیخ هادی» و مسجد «خمسه قلهک». مسجد «اعظم» هم که کتابخانه قائم در آن بود و جوانان مذهبی به آنجا رفت‌وآمد داشتند، در اختیار علی حاتمی (که در زندان خودکشی کرد)، یکی از فرقانی‌ها بود و افرادی را در همان‌جا جذب این گروه کرد.
گودرزی با همراه داشتن شماری از جوانانی که همچنان روحیات انقلابی سال‌های ۱۳۵۵–۱۳۵۷ را داشتند، آنان را بر اساس آموزه‌های قرآنی نشأت گرفته از برداشت‌های خود، به شدت بر ضد روحانیت و آنچه آن را «آخوندیسم» می‌نامید، تربیت کرده بود. او هم‌زمان با انتشار جزوات تفسیری، خود نیز در ترورهای سال ۱۳۵۸ درگیر شد و مستقیم در ترور محمدولی قرنی شرکت داشت.
گودرزی سرانجام در تاریخ ۱۸ دی ۱۳۵۸ وقتی به همراه حسن اقرلو در خانه‌ای تیمی واقع در خیابان جمالزاده بود دستگیر شد. اکبر گودرزی در روز ۳ خرداد ۱۳۵۹ به همراه دیگر اعضای شاخص گروه تیرباران شد.
مرتضی الویری دربارهٔ او می‌گوید:
گوش به حرف کسی نمی‌داد و معتقد بود که تمام حقایق در ذهن او جمع شده و دیگران همه دچار انحراف شده‌اند، برای همین هم در آغاز، فرقانی‌ها بسیار پابرجا و محکم از خودشان دفاع می‌کردند… رهبر آن‌ها این گونه بود: موقعی که رفتند او را دستگیر کنند، در یک اتاق ۴×۳ با یک زیلوی مندرس و اسباب و اثاثیه فوق‌العاده ساده زندگی می‌کرد. در همان خانه ۳۵۰ هزار تومان پول نقد وجود داشت! که در آن زمان پول بسیار هنگفتی بود، یعنی پول کافی در آن خانه وجود داشت، ولی او نان و پنیر می‌خورد! و زندگی فوق‌العاده ساده‌ای داشت. گروه فرقان یک گروه واقعاً اعتقادی از همان سنخی بود که می‌گویند در صدر اسلام هم بودند و از کثرت نماز، پیشانی‌شان پینه بسته بود… طوری گرفتار شده بودند که هرگز حاضر نبودند خارج از چهارچوب فکری خودشان به مسائل دیگری هم فکر کنند.